# Charles Foulkes
Charles Foulkes (Stockton-on-Tees (Engeland), 3 januari 1903 – Ottawa, Canada, 12 september 1969) was een Canadese generaal, die de onderhandelingen over de Duitse capitulatie in Wageningen voerde.
Hij verwierf bekendheid doordat hij op 5 mei 1945 in Hotel De Wereld in Wageningen in het bijzijn van de bevelhebber van de Nederlandse Binnenlandse Strijdkrachten, Prins Bernhard, met de Duitse generaal Johannes Blaskowitz de capitulatie van de Duitse troepen in Nederland besprak.
De volgende dag, zondagmiddag 6 mei 1945, tekenden Foulkes en Blaskowitz zonder de aanwezigheid van pers en fotografen de voor Nederland bestemde capitulatieovereenkomst. Volgens de officiële geschiedschrijving heeft deze plaatsgevonden in de aula van de Landbouwhogeschool die vlak bij Hotel De Wereld lag. Feitelijk was het niet meer dan de voor Nederland bestemde technische uitwerking van de capitulatie op 4 mei, toen de Duitse admiraal Von Friedeburg te Lüneburg namens de Duitse troepen in Noordwest-Duitsland, Nederland, Sleeswijk-Holstein en Denemarken voor de Britse veldmaarschalk Montgomery capituleerde.
Generaal Foulkes nam ook deel aan de onderhandelingen voor de voedselvoorziening, zoals overeengekomen in het Akkoord van Achterveld.
Na de oorlog beweerde de Duitse generaal Paul Reichelt dat de ondertekening van het voor Nederland bestemde capitulatiedocument niet in de aula van de Landbouwhogeschool heeft plaatsgevonden maar in een vervallen huis gelegen tussen de frontlinies buiten Wageningen. Over die bewering heeft generaal-majoor George Kitching meerdere keren verklaard dat daar absoluut geen sprake van was. Wel heeft in De Nude, gelegen tussen de fronten ten westen van Wageningen, een gesprek tussen geallieerden en Duitsers plaatsgevonden over voedseltransporten via de weg voor de hongerende bevolking van West Nederland.
Naar generaal Charles Foulkes werd in Wageningen een weg vernoemd. De vroegere Rijksstraatweg, de weg die bij Hotel De Wereld begint, werd omgedoopt in Generaal Foulkesweg. Charles Foulkes werd in 1948 benoemd tot ereburger van de gemeente Wageningen. Hij bracht na de oorlog verschillende bezoeken aan Nederland. Onder andere in 1948, 1953, 1955 en 1965.

## Onderscheidingen
Selectie:
- Lid in de Orde van Canada op 20 december 1968[7]
- Lid in de Orde van het Bad op 2 juni 1945[8][9]
- Commandeur in de Orde van het Britse Rijk op 1 januari 1944[10]
- Orde van Voorname Dienst (DSO) op 23 december 1944[9][11]
- Onderscheiding van de Canadese Strijdkrachten
- Commandeur in het Legioen van Eer op 14 april 1945[9]
- Croix de guerre 1939–1945[12] op 14 april 1945 met bronzen Palm[9]
- Oorlogskruis[12] met Palm op 31 mei 1947[9]
- Grootofficier in de Leopoldsorde[12]
- Commander in het Legioen van Verdienste[12] op 7 juni 1947[9]
- Grootofficier in de Orde van Oranje-Nassau met Zwaarden[12] op 22 december 1945[9][13]
- Dagorder (Mentioned in dispatches)
  - 4 april 1946[14]
  - 23 september 1945[15]

## Militaire loopbaan
- Private: december 1922[2]
- Sergeant:[2]
- Second Lieutenant: september 1923[2]
- Lieutenant: 1 juli 1926[9]
- Brevet Captain: 1 juli 1931[9]
- Captain:[2] 14 juni 1932 (anciënniteit vanaf 1 juli 1931)[16]
- Major:[17] 2 september 1939[9]
- Lieutenant Colonel: 1[9] september 1940[18]
- Colonel:[18]
- Brigadier:[18] 1 augustus 1942[9]
- Major General:[18] 10 november 1944[9]
- Lieutenant-General: 11 januari 1944[9]
- General: 1960[9]